# Эзенбекия
Эзенбекия (лат. Esenbeckia) — род древесных цветковых растений семейства Рутовые.

## Название
Род назван в честь немецкого ботаника, врача, зоолога и философа Христиана Готфрида Даниэля Неса фон Эзенбека (1776—1858).
Одно из английских общеупотребительных названий растений этого рода — jopoy.

## Распространение
Ареал рода охватывает Северную и Южную Америку.

## Виды
По информации базы данных The Plant List род содержит 29 видов:
- Esenbeckia alata (H.Karst. & Triana) Triana & Planch.
- Esenbeckia almawillia Kaastra
- Esenbeckia amazonica Kaastra
- Esenbeckia berlandieri Baill.
- Esenbeckia collina Brandegee
- Esenbeckia cornuta Engl.
- Esenbeckia cowanii Kaastra
- Esenbeckia decidua Pirani
- Esenbeckia densiflora (Chodat & Hassl.) Hass.
- Esenbeckia echinoidea Standl. & Steyerm.
- Esenbeckia febrifuga (A.St.-Hil.) A.Juss. ex Mart.
- Esenbeckia feddemae Kaastra
- Esenbeckia flava Brandegee
- Esenbeckia grandiflora Mart.
- Esenbeckia hartmanii B.L.Rob. & Fernald
- Esenbeckia hieronymi Engl.
- Esenbeckia irwiniana Kaastra
- Esenbeckia kallunkiae Pirani
- Esenbeckia leiocarpa Engl.
- Esenbeckia macrantha Rose
- Esenbeckia nesiotica Standl.
- Esenbeckia oligantha Kaastra
- Esenbeckia panamensis T.S.Elias
- Esenbeckia pentaphylla Griseb.
- Esenbeckia pilocarpoides Kunth
- Esenbeckia pumila Pohl
- Esenbeckia runyonii C.V.Morton
- Esenbeckia scrotiformis Kaastra
- Esenbeckia warscewiczii Engl.